# 约恩·瑟伦森
约恩·瑟伦森（丹麥語：Jørn Sørensen，1936年10月17日—），丹麦男子足球运动员，场上位置是前锋。他曾代表丹麦国奥队参加1960年夏季奥林匹克运动会足球比赛，获得一枚银牌。